# Киздорф
Киздорф (њем. Kisdorf) општина је у њемачкој савезној држави Шлезвиг-Холштајн. Једно је од 95 општинских средишта округа Зегеберг. Према процјени из 2010. у општини је живјело 3.601 становника. Посједује регионалну шифру (AGS) 1060047, NUTS (DEF0D) и LOCODE (DE KID) код.

## Географски и демографски подаци
Киздорф се налази у савезној држави Шлезвиг-Холштајн у округу Зегеберг. Општина се налази на надморској висини од 69 метара. Површина општине износи 24,5 km². У самом мјесту је, према процјени из 2010. године, живјело 3.601 становника. Просјечна густина становништва износи 147 становника/km².

## Међународна сарадња
| Мјесто            | Држава               | Врста сарадње | Од    |
| ----------------- | -------------------- | ------------- | ----- |
| Бардси кам Рајтон | Уједињено Краљевство | партнерство   | 2000. |
| Извор             |                      |               |       |